# Catwoman : La Règle du jeu
Catwoman : La Règle du jeu (Catwoman: The Game) est un comic américain sur Catwoman réalisé par Judd Winick et Guillem March. Album publié le 8 juin 2012 par Urban Comics, dans la collection « DC Renaissance », il présente les six premiers numéros de la nouvelle série Catwoman des New 52.

## Personnages

### Personnages principaux
- Catwoman/Selina Kyle
- Batman/Bruce Wayne
- Lola

### Personnages secondaires
- Detective Alvarez
- Gwendolyn Altamont

#### Les Vilains
- L'Os
- Allonge

## Éditions
- 2012 : Catwoman : La Règle du jeu (Urban Comics) : première édition française